# Medalla de la 2a Guerra de la Xina

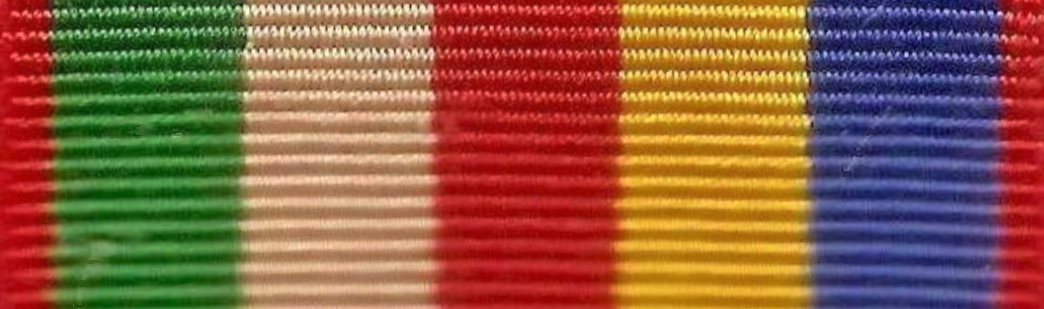
Cinta proposada, però que no va ser finalment adoptada

La Medalla de la Segona Guerra de la Xina (anglès: Second China War Medal) va ser una medalla de campanya emesa pel govern britànic el 1861 als membres dels exèrcits britànics i indis i de la Royal Navy que van participar en la Segona Guerra de l'Opi de 1857 a 1860 contra la Xina La medalla va ser dissenyada per William Wyon.

## Disseny
L'anvers de la medalla mostra el cap diademat de la reina Victòria amb la llegenda "VICTORIA REGINA". El revers té el mateix escut que porta les armes reials, amb una palmera i un trofeu d'armes al darrere, tal com es troba a la medalla de la Primera Guerra de la Xina amb la inscripció "ARMIS EXPOSCERE PACIM" a dalt i la paraula "XINA" a l'exerg de sota. El tirant és el mateix que s'utilitza a la medalla del motí de l'Índia.
La cinta de 32 mm és carmesí amb vores grogues. El disseny original tenia cinc franges iguals de blau, groc, vermell, blanc i verd, vorejats amb vermell, que representaven els colors de la bandera de la dinastia Qing, però finalment aquesta cinta no es va adoptar.

## Fermalls
La medalla es va emetre amb els següents fermalls:
- Xina 1842 (atorgat a aquells que ja havien rebut la medalla de la Primera Guerra de la Xina)
- Fatshan 1857
- Cantó 1857
- Forts de Taku 1858
- Forts de Taku 1860
- Pequín 1860

La medalla també es podia atorgar sense fermall.

## Nom
Les medalles s'anomenen amb majúscules romanes sagnades per a l'Exèrcit, mentre que als membres dels Royal Marines i la Royal Navy se'ls lliurava normalment medalles sense nom.